# Kepler Input Catalog
Pour les articles homonymes, voir KIC.
Le Kepler Input Catalog (ou KIC) est une base de données pouvant être consultée par le public et rassemblant environ 13,2 millions de cibles utilisées par le Kepler Spectral Classification Program (SCP) et la mission Kepler,.
Les cibles SCP ont été observées par le projet 2MASS de même que par des filtres de Sloan, par exemple g,r,i,z. L'ensemble du catalogue n'est pas utilisé pour trouver des cibles pour Kepler, parce que seule une partie des cibles (environ un tiers du catalogue) peut être observées par la mission. Le catalogue dispose de données allant jusqu'à la magnitude 21, fournissant 13,2 millions de cibles, mais parmi celles-ci seulement de 4,5 à 6,5 millions sont situées dans le champ des senseurs de Kepler.
Le KIC est l'un des catalogues d'étoiles les plus complets, pour un champ de vision d'une mission spatiale. Il  a été créé parce qu'à l'époque il n'existait pas de catalogue avec une profondeur et des données suffisantes pour les cibles de la mission. Les données incluses sont : « masse, rayon, température effective, log’’(g), métallicité et extinction du rougissement».
Un exemple d'entrée dans le catalogue est KIC #10227020. Puisque des signaux de transit astronomique ont été détectés pour cette étoile, c'est devenu un Kepler Object of Interest (KOI), avec la désignation KOI-730.
Il n'existe pas nécessairement de désignation KOI pour toutes les planètes confirmées autour des étoiles du catalogue, parce que les signaux de transit peuvent être détectés via des observations ne provenant pas de l'équipe Kepler. C'est par exemple le cas de Kepler-78 b .